# Перекоповка (Сумская область)
Переко́повка (укр. Переко́півка) — село, Андрияшевская сельская община, Роменский район, Сумская область, Украина.
Код КОАТУУ — 5924187001. Население по переписи 2024 года составляло 1124 человек.

## Географическое положение
Село Перекоповка находится на левом берегу реки Сула, выше по течению на расстоянии в 2,5 км расположено село Москалевка, ниже по течению примыкает село Андрияшевка, на противоположном берегу — село Сурмачевка. Река в этом месте извилистая, образует лиманы, старицы и заболоченные озёра. Рядом проходят автомобильная дорога Т-1907 и железная дорога, станция Перекоповка.

## История
Первые поселения располагались вдоль реки Сула. Через эти места проходил Ромодановский шлях — старинная дорога пересекающая всю Украину с севера на юг (первые упоминания 1113 года). По ней Чумаки на быках возили соль и рыбу. Еще во то время на месте современной Перекоповки стояли несколько хаток.
Основное заселение произвел Потёмкин, желающий показать расцвет Малороссии, проезжающей в Крым Екатерине II в 1787 году. Тогда же были произведены массовые посадки деревьев, липы, вербы и др. 

## Экономика
- ООО «Перекоповка».

## Объекты социальной сферы
- Детсад.
- Школа.
- Дом культуры.
- Фельдшерско-акушерский пункт.
- Филиал сбербанка.
- Отделение связи.
- Сельпо.
- Стадион.

## Знаменитые земляки
- Потебня, Андрей Афанасьевич (1838—1863) — офицер русской армии, польский повстанец.
- Шовкопляс Илья Петрович (1927—2016) — ветеран белорусского бокса, неоднократный чемпион Беларуси
- Дорошко Владимир Иванович (1949—2012), известный профсоюзный деятель Донбасса. В своей работе сумел совместить две совсем противоположные должности, часто конфликтующих между собой: председатель первичной профсоюзной организации и начальник отдела кадров этой же организации (трест «Красноармейскшахтострой»).
- Прохода Олег Константинович (1942—    ), учился в Перекоповской средней школе, академик Российской академии  космонавтики, доктор технических наук, профессор, член-корр. Международной академии экологии. Автор 100 изобретений, 300 научных работ. С 2002 г. почётный гражданин шт. Луизиана (США).